# Rhodambulyx schnitzleri
Rhodambulyx schnitzleri är en fjärilsart som beskrevs av Jean-Marie Cadiou 1990. Rhodambulyx schnitzleri ingår i släktet Rhodambulyx och familjen svärmare. Inga underarter finns listade.